# Loreta Gulotta
Loreta Gulotta (Salemi, 8 de mayo de 1987) es una deportista italiana que compite en esgrima, especialista en la modalidad de sable.
Ganó una medalla de oro en el Campeonato Mundial de Esgrima de 2017 y una medalla de oro en el Campeonato Europeo de Esgrima de 2017, ambas en la prueba por equipos.
Participó en los Juegos Olímpicos de Río de Janeiro 2016, ocupando el cuarto lugar en la prueba por equipos y el octavo en la individual.

## Palmarés internacional
| Campeonato Mundial | Campeonato Mundial | Campeonato Mundial | Campeonato Mundial |
| Año                | Lugar              | Medalla            | Prueba             |
| ------------------ | ------------------ | ------------------ | ------------------ |
| 2017               | Leipzig (Alemania) | Medalla de oro     | Sable por equipos  |
| Campeonato Europeo |                    |                    |                    |
| Año                | Lugar              | Medalla            | Prueba             |
| 2017               | Tiflis (Georgia)   | Medalla de oro     | Sable por equipos  |